# Derby calcistici in Liguria (arcaici)

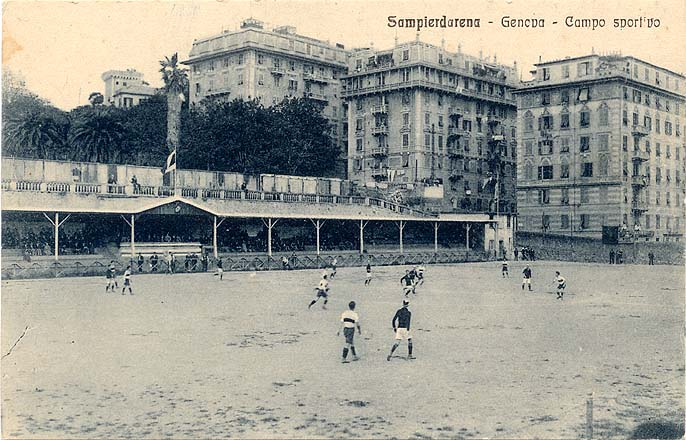
Lo Stadio di Villa Scassi in cui la Sampierdarenese ospitò i derby degli anni 1920 con Giovani Calciatori, Grifone, Speranza e Spes Genova

I derby calcistici in Liguria di tipo arcaico sono gli incontri regionali tra squadre liguri svoltisi esclusivamente nella fase arcaica del calcio italiano, precisamente tra il 1898 e il 1926. In Liguria il calcio ebbe successo sin dai suoi albori e numerose squadre regionali parteciparono ai tornei della FIGC in quegli anni, incluso il Genoa che vinse i primi tre campionati italiani di calcio. Alcune di queste squadre diedero vita successivamente a derby regionali giocati in Serie A (come Genoa-Sampierdarenese che nel 1900 fu prima partita ufficiale in assoluto tra due squadre liguri), in Serie B o in altri campionati professionistici, altre
vennero sciolte dopo pochi anni di attività, altre infine sono giunte fino ai giorni nostri continuando a partecipare principalmente a campionati dilettantistici.
Sono riportati di seguito i derby della regione Liguria disputatisi esclusivamente prima del 1926 ed almeno una volta in massima serie, elencati secondo il numero decrescente di gare disputate al massimo livello e, in subordine, ai livelli inferiori. Furono tutte sfide tra società della Provincia di Genova (in taluni casi stracittadine), considerato che le province della Spezia e di Savona vennero istituite rispettivamente nel 1923 e 1927, mentre la già istituita Provincia di Porto Maurizio non era a quel tempo sede di squadre affiliate alla FIGC.

## Andrea Doria-Genoa
Quella tra l'Andrea Doria e il Genoa fu la prima stracittadina tra squadre di Genova e venne disputata a partire dal 1902. Le due squadre si sono affrontate una volta anche nella stagione 1945-1946, immediatamente prima che l'Andrea Doria si fondesse con la Sampierdarenese dando vita alla Sampdoria: l'incontro in tale stagione avvenne in circostanze eccezionali (l'Andrea Doria venne ammessa in massima serie nonostante vi avesse preso parte l'ultima volta nel 1927) e pertanto questo derby viene comunque considerato arcaico.
|                                                 | Gare | Vittorie Andrea Doria | Pareggi | Vittorie Genoa | Gol Andrea Doria | Gol Genoa |
| Campionato Italiano/Prima Categoria (1902-1921) | 26   | 4                     | 6       | 16             | 29               | 62        |
| Divisione Nazionale (1945-1946)                 | 2    | 1                     | 0       | 1              | 3                | 1         |
| Totale campionato                               | 28   | 5                     | 6       | 17             | 32               | 63        |
| Coppa Federale (1915-1916)                      | 2    | 1                     | 0       | 1              | 3                | 3         |
| Totale gare ufficiali                           | 30   | 6                     | 6       | 18             | 35               | 66        |

## Sampierdarenese-Spes Genova
Lo Spes Genova venne fondato nel 1913 e disputò derby con la Sampierdarenese in Prima Categoria tra il 1919 e il 1922, sciogliendosi nel 1931.
|                             | Gare | Vittorie Sampierdarenese | Pareggi | Vittorie Spes Genova | Gol Sampierdarenese | Gol Spes Genova |
| Prima Categoria (1919-1922) | 7    | 6                        | 1       | 0                    | 8                   | 1               |
| Totale gare ufficiali       | 7    | 6                        | 1       | 0                    | 8                   | 1               |

### Lista dei risultati
| Stagione  | Competizione                     | Incontro                    | A / R | A / R |
| --------- | -------------------------------- | --------------------------- | ----- | ----- |
| 1919-1920 | Prima Categoria (qualificazioni) | Sampierdarenese-Spes Genova | 1-0   | 1-0   |
| 1919-1920 | Prima Categoria                  | Spes Genova-Sampierdarenese | 0-0   | 0-1   |

| Stagione  | Competizione    | Incontro                    | A / R | A / R |
| --------- | --------------- | --------------------------- | ----- | ----- |
| 1920-1921 | Prima Categoria | Spes Genova-Sampierdarenese | 0-1   | 0-1   |

| Stagione  | Competizione    | Incontro                    | A / R | A / R |
| --------- | --------------- | --------------------------- | ----- | ----- |
| 1921-1922 | Prima Categoria | Spes Genova-Sampierdarenese | 0-2   | 1-2   |

## Sestrese-Spes Genova
La Sestrese venne fondata nel 1919 e disputò derby con lo Spes Genova in Prima Categoria tra il 1919 e il 1922 e in Seconda Divisione tra il 1922 e il 1924, prima dello scioglimento dello Spes Genova avvenuto nel 1931.
|                               | Gare | Vittorie Sestrese | Pareggi | Vittorie Spes Genova | Gol Sestrese | Gol Spes Genova |
| Prima Categoria (1919-1922)   | 5    | 1                 | 0       | 4                    | 5            | 12              |
| Seconda Divisione (1922-1924) | 4    | 3                 | 0       | 1                    | 8            | 5               |
| Totale gare ufficiali         | 9    | 4                 | 0       | 5                    | 13           | 17              |

### Lista dei risultati
| Stagione  | Competizione                     | Incontro             | A / R | A / R |
| --------- | -------------------------------- | -------------------- | ----- | ----- |
| 1919-1920 | Prima Categoria (qualificazioni) | Spes Genova-Sestrese | 3-0   | 3-0   |
| 1920-1921 | Prima Categoria                  | Spes Genova-Sestrese | 3-1   | 2-0   |

| Stagione  | Competizione      | Incontro             | A / R | A / R |
| --------- | ----------------- | -------------------- | ----- | ----- |
| 1921-1922 | Prima Categoria   | Sestrese-Spes Genova | 2-4   | 2-0   |
| 1922-1923 | Seconda Divisione | Sestrese-Spes Genova | 0-4   | 2-0   |

| Stagione  | Competizione      | Incontro             | A / R | A / R |
| --------- | ----------------- | -------------------- | ----- | ----- |
| 1923-1924 | Seconda Divisione | Spes Genova-Sestrese | 0-4   | 1-2   |

## Rivarolese-Spes Genova
La Rivarolese venne fondata nel 1919 e disputò derby con lo Spes Genova nella Prima Categoria 1920-1921 e 1921-1922, oltre che in Seconda Divisione 1923-1924. Successivamente lo Spes Genova si sciolse nel 1931.
|                               | Gare | Vittorie Genoa | Pareggi | Vittorie Rivarolese | Gol Genoa | Gol Rivarolese |
| Prima Categoria (1920-1922)   | 4    | 1              | 0       | 3                   | 2         | 5              |
| Seconda Divisione (1923-1924) | 2    | 2              | 0       | 0                   | 5         | 1              |
| Totale gare ufficiali         | 6    | 3              | 0       | 3                   | 7         | 6              |

### Lista dei risultati
| Stagione  | Competizione    | Incontro               | A / R | A / R |
| --------- | --------------- | ---------------------- | ----- | ----- |
| 1920-1921 | Prima Categoria | Spes Genova-Rivarolese | 2-0   | 2-0   |

| Stagione  | Competizione    | Incontro               | A / R | A / R |
| --------- | --------------- | ---------------------- | ----- | ----- |
| 1921-1922 | Prima Categoria | Rivarolese-Spes Genova | 2-0   | 0-1   |

| Stagione  | Competizione      | Incontro               | A / R | A / R |
| --------- | ----------------- | ---------------------- | ----- | ----- |
| 1923-1924 | Seconda Divisione | Spes Genova-Rivarolese | 0-1   | 1-4   |

## Savona-Spes Genova
Lo Spes Genova venne fondato nel 1913 e disputò derby con il Savona nella Prima Categoria 1919-1920 e 1920-1921, oltre che nella Seconda Divisione 1923-1924. Successivamente si sciolse nel 1931.
|                               | Gare | Vittorie Savona | Pareggi | Vittorie Spes Genova | Gol Savona | Gol Spes Genova |
| Prima Categoria (1919-1921)   | 4    | 2               | 1       | 1                    | 6          | 4               |
| Seconda Divisione (1923-1924) | 2    | 1               | 1       | 0                    | 4          | 2               |
| Totale gare ufficiali         | 6    | 3               | 2       | 1                    | 10         | 6               |

### Lista dei risultati
| Stagione  | Competizione    | Incontro           | A / R | A / R |
| --------- | --------------- | ------------------ | ----- | ----- |
| 1919-1920 | Prima Categoria | Savona-Spes Genova | 0-1   | 2-1   |

| Stagione  | Competizione    | Incontro           | A / R | A / R |
| --------- | --------------- | ------------------ | ----- | ----- |
| 1920-1921 | Prima Categoria | Savona-Spes Genova | 3-1   | 1-1   |

| Stagione  | Competizione      | Incontro           | A / R | A / R |
| --------- | ----------------- | ------------------ | ----- | ----- |
| 1923-1924 | Seconda Divisione | Savona-Spes Genova | 4-2   | 0-0   |

## Andrea Doria-Spes Genova
Lo Spes Genova venne fondato nel 1913 e disputò stracittadine con l'Andrea Doria nella Prima Categoria 1919-1920 e 1920-1921, sciogliendosi nel 1931.
|                             | Gare | Vittorie Andrea Doria | Pareggi | Vittorie Spes Genova | Gol Andrea Doria | Gol Spes Genova |
| Prima Categoria (1919-1921) | 4    | 4                     | 0       | 0                    | 15               | 1               |
| Totale gare ufficiali       | 4    | 4                     | 0       | 0                    | 15               | 1               |

### Lista dei risultati
| Stagione  | Competizione    | Incontro                 | A / R | A / R |
| --------- | --------------- | ------------------------ | ----- | ----- |
| 1919-1920 | Prima Categoria | Andrea Doria-Spes Genova | 4-0   | 2-0   |

| Stagione  | Competizione    | Incontro                 | A / R | A / R |
| --------- | --------------- | ------------------------ | ----- | ----- |
| 1920-1921 | Prima Categoria | Andrea Doria-Spes Genova | 2-0   | 7-1   |

## Genoa-Rivarolese
La Rivarolese venne fondata nel 1919 e disputò derby con il Genoa nella Prima Categoria 1920-1921 e in Prima Divisione 1922-1923. Successivamente non sono più state disputate gare ufficiali tra le due compagini.
|                                             | Gare | Vittorie Genoa | Pareggi | Vittorie Rivarolese | Gol Genoa | Gol Rivarolese |
| Prima Categoria/Prima Divisione (1920-1923) | 4    | 4              | 0       | 0                   | 13        | 1              |
| Totale gare ufficiali                       | 4    | 4              | 0       | 0                   | 13        | 1              |

### Lista dei risultati
| Stagione  | Competizione    | Incontro         | A / R | A / R |
| --------- | --------------- | ---------------- | ----- | ----- |
| 1920-1921 | Prima Categoria | Genoa-Rivarolese | 2-0   | 2-0   |

| Stagione  | Competizione    | Incontro         | A / R | A / R |
| --------- | --------------- | ---------------- | ----- | ----- |
| 1922-1923 | Prima Divisione | Genoa-Rivarolese | 5-1   | 4-0   |

## Genoa-Spes Genova
Lo Spes Genova venne fondato nel 1913 e disputò stracittadine con il Genoa nella Prima Categoria 1919-1920 e 1920-1921, sciogliendosi nel 1931.
|                             | Gare | Vittorie Genoa | Pareggi | Vittorie Spes Genova | Gol Genoa | Gol Spes Genova |
| Prima Categoria (1919-1921) | 4    | 3              | 1       | 0                    | 14        | 2               |
| Totale gare ufficiali       | 4    | 3              | 1       | 0                    | 14        | 2               |

### Lista dei risultati
| Stagione  | Competizione    | Incontro          | A / R | A / R |
| --------- | --------------- | ----------------- | ----- | ----- |
| 1919-1920 | Prima Categoria | Genoa-Spes Genova | 3-0   | 5-1   |

| Stagione  | Competizione    | Incontro          | A / R | A / R |
| --------- | --------------- | ----------------- | ----- | ----- |
| 1920-1921 | Prima Categoria | Spes Genova-Genoa | 1-1   | 0-5   |

## Sampierdarenese-Speranza
Lo Speranza venne fondato nel 1912 e disputò derby con la Sampierdarenese nella Prima Categoria 1921-1922 e in Prima Divisione 1922-1923. Nel 1927 la Sampierdarenese si fuse con l'Andrea Doria dando vita alla Dominante.
|                                             | Gare | Vittorie Sampierdarenese | Pareggi | Vittorie Speranza | Gol Sampierdarenese | Gol Speranza |
| Prima Categoria/Prima Divisione (1921-1923) | 4    | 2                        | 2       | 0                 | 4                   | 0            |
| Totale gare ufficiali                       | 4    | 2                        | 2       | 0                 | 4                   | 0            |

### Lista dei risultati
| Stagione  | Competizione    | Incontro                 | A / R | A / R |
| --------- | --------------- | ------------------------ | ----- | ----- |
| 1921-1922 | Prima Categoria | Sampierdarenese-Speranza | 2-0   | 0-0   |

| Stagione  | Competizione    | Incontro                 | A / R | A / R |
| --------- | --------------- | ------------------------ | ----- | ----- |
| 1922-1923 | Prima Divisione | Sampierdarenese-Speranza | 2-0   | 0-0   |

## Speranza-Spes Genova
Lo Spes Genova venne fondato nel 1913 e disputò derby con lo Speranza nella Prima Categoria 1921-1922, nel Primo turno di Coppa Italia 1922 e in Seconda Divisione 1923-1924. Successivamente si sciolse nel 1931.
|                               | Gare | Vittorie Speranza | Pareggi | Vittorie Spes Genova | Gol Speranza | Gol Spes Genova |
| Prima Categoria (1921-1922)   | 2    | 1                 | 0       | 1                    | 6            | 4               |
| Seconda Divisione (1923-1924) | 2    | 1                 | 0       | 1                    | 3            | 4               |
| Totale campionato             | 4    | 2                 | 0       | 2                    | 9            | 8               |
| Coppa Italia                  | 1    | 1                 | 0       | 0                    | 1            | 0               |
| Totale gare ufficiali         | 5    | 3                 | 0       | 2                    | 10           | 8               |

### Lista dei risultati
| Stagione  | Competizione    | Incontro             | A / R | A / R |
| --------- | --------------- | -------------------- | ----- | ----- |
| 1921-1922 | Prima Categoria | Spes Genova-Speranza | 4-3   | 0-3   |
| 1921-1922 | Coppa Italia    | Spes Genova-Speranza | 0-1   | 0-1   |

| Stagione  | Competizione      | Incontro             | A / R | A / R |
| --------- | ----------------- | -------------------- | ----- | ----- |
| 1923-1924 | Seconda Divisione | Speranza-Spes Genova | 3-1   | 0-3   |

## Liguria FBC-Savona
Il Savona nacque nel 1907 e disputò derby con il Liguria FBC nella Promozione 1912-1913 e in Prima Categoria 1913-1914, prima della fusione del Liguria FBC con altre squadre della provincia che diede vita alla Ligure.
|                             | Gare | Vittorie Liguria FBC | Pareggi | Vittorie Savona | Gol Liguria FBC | Gol Savona |
| Prima Categoria (1913-1914) | 2    | 0                    | 0       | 2               | 2               | 11         |
| Promozione (1912-1913)      | 2    | 1                    | 0       | 1               | 3               | 6          |
| Totale gare ufficiali       | 4    | 1                    | 0       | 3               | 5               | 17         |

### Lista dei risultati
| Stagione  | Competizione           | Incontro         | A / R | A / R |
| --------- | ---------------------- | ---------------- | ----- | ----- |
| 1912-1913 | Promozione             | Liguria-Savonese | [ 1 ] | 2-6   |
| 1912-1913 | Promozione (spareggio) | Liguria-Savonese | 1-0   | 1-0   |

| Stagione  | Competizione    | Incontro             | A / R | A / R |
| --------- | --------------- | -------------------- | ----- | ----- |
| 1913-1914 | Prima Categoria | Savonese-Liguria FBC | 7-1   | 4-1   |

## Andrea Doria-Grifone
Il Grifone venne fondato nel 1914 e disputò derby con l'Andrea Doria nella Prima Categoria 1919-1920, sciogliendosi al termine della stagione.
|                             | Gare | Vittorie Andrea Doria | Pareggi | Vittorie Grifone | Gol Andrea Doria | Gol Grifone |
| Prima Categoria (1919-1920) | 2    | 2                     | 0       | 0                | 13               | 0           |
| Totale gare ufficiali       | 2    | 2                     | 0       | 0                | 13               | 0           |

### Lista dei risultati
| Stagione  | Competizione  | Incontro             | A / R | A / R |
| --------- | ------------- | -------------------- | ----- | ----- |
| 1916-1917 | Coppa Liguria | Andrea Doria-Grifone | [ 2 ] | [ 2 ] |

| Stagione  | Competizione    | Incontro             | A / R | A / R |
| --------- | --------------- | -------------------- | ----- | ----- |
| 1919-1920 | Prima Categoria | Grifone-Andrea Doria | 0-7   | 0-6   |

## Andrea Doria-Ligure
La Ligure nacque nel 1914 e disputò derby con l'Andrea Doria nella Prima Categoria 1914-1915, prima di essere assorbita dalla Sampierdarenese nel 1919.
|                             | Gare | Vittorie Andrea Doria | Pareggi | Vittorie Ligure | Gol Andrea Doria | Gol Ligure |
| Prima Categoria (1914-1915) | 2    | 2                     | 0       | 0               | 7                | 2          |
| Totale gare ufficiali       | 2    | 2                     | 0       | 0               | 7                | 2          |

### Lista dei risultati
| Stagione  | Competizione    | Incontro            | A / R | A / R |
| --------- | --------------- | ------------------- | ----- | ----- |
| 1914-1915 | Prima Categoria | Andrea Doria-Ligure | 4-1   | 3-1   |

## Andrea Doria-Liguria FBC
Il Liguria FBC nacque nel 1897 e disputò derby con l'Andrea Doria nella Prima Categoria 1913-1914, prima di fondersi con altre squadre della provincia dando vita alla Ligure.
|                             | Gare | Vittorie Andrea Doria | Pareggi | Vittorie Liguria FBC | Gol Andrea Doria | Gol Liguria FBC |
| Prima Categoria (1913-1914) | 2    | 2                     | 0       | 0                    | 6                | 3               |
| Totale gare ufficiali       | 2    | 2                     | 0       | 0                    | 6                | 3               |

### Lista dei risultati
| Stagione  | Competizione    | Incontro                 | A / R | A / R |
| --------- | --------------- | ------------------------ | ----- | ----- |
| 1913-1914 | Prima Categoria | Andrea Doria-Liguria FBC | 2-1   | 4-2   |

## Genoa-Grifone
Il Grifone venne fondato nel 1914 e disputò derby con il Genoa nella Prima Categoria 1919-1920, sciogliendosi al termine della stagione.
|                             | Gare | Vittorie Genoa | Pareggi | Vittorie Grifone | Gol Genoa | Gol Grifone |
| Prima Categoria (1919-1920) | 2    | 2              | 0       | 0                | 14        | 0           |
| Totale gare ufficiali       | 2    | 2              | 0       | 0                | 14        | 0           |

### Lista dei risultati
| Stagione  | Competizione  | Incontro      | A / R | A / R |
| --------- | ------------- | ------------- | ----- | ----- |
| 1916-1917 | Coppa Liguria | Genoa-Grifone | [ 2 ] | [ 2 ] |

| Stagione  | Competizione    | Incontro      | A / R | A / R |
| --------- | --------------- | ------------- | ----- | ----- |
| 1919-1920 | Prima Categoria | Grifone-Genoa | 0-8   | 0-6   |

## Genoa-Ligure
La Ligure nacque nel 1914 e disputò derby con il Genoa nella Prima Categoria 1914-1915, prima di essere assorbita dalla Sampierdarenese nel 1919.
|                             | Gare | Vittorie Genoa | Pareggi | Vittorie Ligure | Gol Genoa | Gol Ligure |
| Prima Categoria (1914-1915) | 2    | 2              | 0       | 0               | 7         | 1          |
| Totale gare ufficiali       | 2    | 2              | 0       | 0               | 7         | 1          |

### Lista dei risultati
| Stagione  | Competizione    | Incontro     | A / R | A / R |
| --------- | --------------- | ------------ | ----- | ----- |
| 1914-1915 | Prima Categoria | Ligure-Genoa | 1-4   | 0-3   |

## Genoa-Liguria FBC
Il Liguria FBC nacque nel 1897 e disputò derby con il Genoa nella Prima Categoria 1913-1914, prima di fondersi con altre squadre della provincia dando vita alla Ligure.
|                             | Gare | Vittorie Genoa | Pareggi | Vittorie Liguria FBC | Gol Genoa | Gol Liguria FBC |
| Prima Categoria (1913-1914) | 2    | 2              | 0       | 0                    | 5         | 0               |
| Totale gare ufficiali       | 2    | 2              | 0       | 0                    | 5         | 0               |

### Lista dei risultati
| Stagione | Competizione                    | Incontro          | A / R | A / R |
| -------- | ------------------------------- | ----------------- | ----- | ----- |
| 1899     | Campionato Italiano di Football | Genoa-Liguria FBC | [ 3 ] | [ 3 ] |

| Stagione  | Competizione    | Incontro          | A / R | A / R |
| --------- | --------------- | ----------------- | ----- | ----- |
| 1913-1914 | Prima Categoria | Genoa-Liguria FBC | 1-0   | 4-0   |

## Genoa-Sestrese
La Sestrese nacque nel 1919 e disputò derby con il Genoa nella Prima Categoria 1920-1921. Successivamente non sono più state disputate gare ufficiali tra le due compagini.
|                             | Gare | Vittorie Genoa | Pareggi | Vittorie Sestrese | Gol Genoa | Gol Sestrese |
| Prima Categoria (1920-1921) | 2    | 1              | 1       | 0                 | 4         | 1            |
| Totale gare ufficiali       | 2    | 1              | 1       | 0                 | 4         | 1            |

### Lista dei risultati
| Stagione  | Competizione    | Incontro       | A / R | A / R |
| --------- | --------------- | -------------- | ----- | ----- |
| 1920-1921 | Prima Categoria | Genoa-Sestrese | 1-1   | 3-0   |

## Giovani Calciatori Bolzaneto-Sampierdarenese
I Giovani Calciatori Bolzaneto nacquero nel 1916 e disputarono derby con la Sampierdarenese nella Prima Categoria 1921-1922. Successivamente non sono più state disputate gare ufficiali tra le due compagini.
|                             | Gare | Vittorie Giovani Calciatori | Pareggi | Vittorie Sampierdarenese | Gol Giovani Calciatori | Gol Sampierdarenese |
| Prima Categoria (1921-1922) | 2    | 0                           | 1       | 1                        | 2                      | 7                   |
| Totale gare ufficiali       | 2    | 0                           | 1       | 1                        | 2                      | 7                   |

### Lista dei risultati
| Stagione  | Competizione    | Incontro                           | A / R | A / R |
| --------- | --------------- | ---------------------------------- | ----- | ----- |
| 1921-1922 | Prima Categoria | Giovani Calciatori-Sampierdarenese | 1-2   | 1-5   |

## Giovani Calciatori Bolzaneto-Spes Genova
I Giovani Calciatori Bolzaneto nacquero nel 1916 e disputarono derby con lo Spes Genova nella Prima Categoria 1921-1922. Successivamente lo Spes Genova si sciolse nel 1931.
|                             | Gare | Vittorie Giovani Calciatori | Pareggi | Vittorie Spes Genova | Gol Giovani Calciatori | Gol Spes Genova |
| Prima Categoria (1921-1922) | 2    | 1                           | 1       | 0                    | 4                      | 1               |
| Totale gare ufficiali       | 2    | 1                           | 1       | 0                    | 1                      | 1               |

### Lista dei risultati
| Stagione  | Competizione    | Incontro                       | A / R | A / R |
| --------- | --------------- | ------------------------------ | ----- | ----- |
| 1921-1922 | Prima Categoria | Spes Genova-Giovani Calciatori | 1-1   | 0-3   |

## Grifone-Sampierdarenese
Il Grifone venne fondato nel 1914 e disputò derby con la Sampierdarenese nella Prima Categoria 1919-1920, sciogliendosi al termine della stagione.
|                             | Gare | Vittorie Grifone | Pareggi | Vittorie Sampierdarenese | Gol Grifone | Gol Sampierdarenese |
| Prima Categoria (1919-1920) | 2    | 1                | 1       | 0                        | 7           | 5                   |
| Totale gare ufficiali       | 2    | 1                | 1       | 0                        | 7           | 5                   |

### Lista dei risultati
| Stagione  | Competizione    | Incontro                | A / R | A / R |
| --------- | --------------- | ----------------------- | ----- | ----- |
| 1919-1920 | Prima Categoria | Grifone-Sampierdarenese | 3-1   | 4-4   |

## Grifone-Savona
Il Grifone venne fondato nel 1914 e disputò derby con il Savona nella Prima Categoria 1919-1920, sciogliendosi al termine della stagione.
|                             | Gare | Vittorie Grifone | Pareggi | Vittorie Savona | Gol Grifone | Gol Savona |
| Prima Categoria (1919-1920) | 2    | 1                | 1       | 0               | 3           | 1          |
| Totale gare ufficiali       | 2    | 1                | 1       | 0               | 3           | 1          |

### Lista dei risultati
| Stagione  | Competizione  | Incontro      | A / R | A / R |
| --------- | ------------- | ------------- | ----- | ----- |
| 1916-1917 | Coppa Liguria | Grifone-Genoa | [ 2 ] | [ 2 ] |

| Stagione  | Competizione    | Incontro       | A / R | A / R |
| --------- | --------------- | -------------- | ----- | ----- |
| 1919-1920 | Prima Categoria | Savona-Grifone | 0-2   | 1-1   |

## Grifone-Spes Genova
Il Grifone venne fondato nel 1914 e disputò derby con lo Spes Genova nella Prima Categoria 1919-1920, sciogliendosi al termine della stagione.
|                             | Gare | Vittorie Grifone | Pareggi | Vittorie Spes Genova | Gol Grifone | Gol Spes Genova |
| Prima Categoria (1919-1920) | 2    | 1                | 0       | 1                    | 1           | 2               |
| Totale gare ufficiali       | 2    | 1                | 0       | 1                    | 1           | 2               |

### Lista dei risultati
| Stagione  | Competizione    | Incontro            | A / R | A / R |
| --------- | --------------- | ------------------- | ----- | ----- |
| 1919-1920 | Prima Categoria | Spes Genova-Grifone | 2-0   | 0-1   |

## Ligure-Savona
La Ligure nacque nel 1914 e disputò derby con il Savona nella Prima Categoria 1914-1915, prima di essere assorbita dalla Sampierdarenese nel 1919.
|                             | Gare | Vittorie Ligure | Pareggi | Vittorie Savona | Gol Ligure | Gol Savona |
| Prima Categoria (1914-1915) | 2    | 0               | 1       | 1               | 2          | 5          |
| Totale gare ufficiali       | 2    | 0               | 1       | 1               | 2          | 5          |

### Lista dei risultati
| Stagione  | Competizione    | Incontro      | A / R | A / R |
| --------- | --------------- | ------------- | ----- | ----- |
| 1914-1915 | Prima Categoria | Savona-Ligure | 3-0   | 2-2   |

## Spes Genova-Spezia
Lo Spes Genova venne fondato nel 1913 e disputò derby con lo Spezia nella Prima Categoria 1920-1921, sciogliendosi nel 1931.
|                             | Gare | Vittorie Spes Genova | Pareggi | Vittorie Spezia | Gol Spes Genova | Gol Spezia |
| Prima Categoria (1920-1921) | 2    | 1                    | 0       | 1               | 3               | 4          |
| Totale gare ufficiali       | 2    | 1                    | 0       | 1               | 3               | 4          |

### Lista dei risultati
| Stagione  | Competizione    | Incontro           | A / R | A / R |
| --------- | --------------- | ------------------ | ----- | ----- |
| 1920-1921 | Prima Categoria | Spes Genova-Spezia | 2-0   | 1-4   |